# 142106 Nengshun
142106 Nengshun este un asteroid din centura principală de asteroizi.

## Descriere
142106 Nengshun este un asteroid din centura principală de asteroizi. A fost descoperit pe 30 august 2002 la Nanchuan de Ye Quan-Zhi. Asteroidul prezintă o orbită caracterizată de o semiaxă mare de 2,39 ua, o excentricitate de 0,14 și o înclinație de 6,6° în raport cu ecliptica.